# Украинский вестник (1906)
Украинский вестник — петербургский журнал, выходил под редакцией Максима Славинского на русском языке. 
Название журнала было неслучайным, сотрудники журнала стремились сохранить интеллектуально национальные традиции харьковского журнала «Украинский вестник» (1816—1819), о чем написала С. Русова в № 1. Для выхода в свет редакция пользовалась услугами типографии Ф. Вайсберга и П. Гершунина (Петербург, Екатерининский канал, № 71 — 6), на первых номерах «Украинского вестника» передовые статьи Михаила Грушевского (№ 1-7, 11), затем их чаще писал Михаил Могилянский (№ 9, 10, 12), а в № 13 и 14 автор не указан. Соответственно, в последних номерах появилась новая рубрика — «Хроника», где описывались факты национальной жизни, прежде всего те, которые касались деятельности украинских партий, обществ, кружков, прессы и т. д.. Так, в последнем выпуске на первом месте оказалась газета «Общественное мнение»: обыски и аресты преследовали редакцию протяжении второй половины августа 1906 Отмечалось, что полиция не только тщательно осмотрела все щели в помещении конторы «Общественного мнения» (с 4 утра до 6 вечера), а перевернула все вверх дном в типографии товарищества Н. Гирич, где печаталась газета, в помещении сотрудников — С. Ефремова, А. Жука (найдено 5 пудов нелегальной литературы), Квасницкого, Воронина, которые были немедленно арестованы. Через несколько дней, 22 августа, осуществлен повторный обыск у всех работников ежедневного киевского издания, ничего противозаконного не найдено. Объявлен в розыск ответственный секретаря «Общественного мнения» В. Козловский. В тот же день полиция наведалась в редакцию сатирического журнала «Шершень».
В редакционной группе «Украинского вестника» объединились единомышленники, демократы, талантливые публицисты, политики, экономисты. Не случайной была дискуссия о национальности, равноправие народов, автономию; к разговору приглашены представители разных народов, которых не заподозришь в субъективизме (И. Бодуэн де Куртенэ, Д. Овсянико-Куликовский, Михаил Туган-Барановский, М. Грушевский, М. Славинский и др.). На страницах журнала нашлось место для обсуждения крестьянского вопроса и школьных потребностей, участия Украины в государственном бюджете России и деятельности банков, развития национальной культуры и национальных прав.
Украинская парламентская фракция в Государственной думе считала петербургский журнал своим органом, постоянно отчитываясь здесь перед своими избирателями (например, печатались выступления и мнения В. Шемета, Г. Зубченко, И. Шрага, Николая Онацкого, Фёдора  Штейнгеля и др. О земельной реформе, инициативы в политической сфере).
Дух идейной революции, превращение жизни на основе экономических, духовно-политических, культурно-психологических поддерживали в своих статьях, обзорах, рецензиях, сообщениях Франко, С. и А. Русовы, А. Лотоцкий, М. Могилянский, Д. Дорошенко, В. Гнатюк, П. Стебницкий, Д. Багалей, В. Доманицкий, С. Бородаевский. Многие публикаций начала ХХ ст. сих пор не потеряли своего национально-патриотического значения.